# Willie Overtoom
William Steve Overtoom, est un footballeur international camerounais, né le 2 septembre 1986 à Bertoua au Cameroun. Il évolue au poste de milieu offensif et est actuellement sans club.

## Biographie
Dans une interview datant du 6 janvier 2019, Willie évoque sa formation largement basée sur un jeu de possession. Un jeu simple orienté vers l'avant, évitant ainsi "les gri-gri bons pour Youtube". Il y évoque son admiration pour Richard Witschge passé par l'Ajax et les Girondins de Bordeaux. 
Markus Henriksen alors suivi par le club bordelais à l'hiver 2018, Willie affirme tout le bien qu'il pense de lui, ayant joué avec le Norvégien en club, à l'AZ. Il déclare aussi son amour pour le Cameroun et regrette les problèmes de passeport qu'il a pu avoir, passant sûrement à côté de moments extraordinaires avec les Lions indomptables. 

## Palmarès
- AZ Alkmaar
  - Coupe des Pays-Bas :
    - Vainqueur : 2013